# Edition Wilhelm Hansen
Pour les articles homonymes, voir Wilhelm Hansen et Hansen.
Edition Wilhelm Hansen (WH), ou Wilhelm Hansen Musikforlag, est une maison d'édition musicale danoise créée en 1857, qui fait partie du groupe Wise Music depuis 1988.

## Historique
La maison d'édition musicale Hansen est fondée à Copenhague par Jens Wilhelm Hansen (1821-1904), qui s'était établi en 1847 comme graveur, imprimeur et lithographe. Il commence à imprimer et à publier de la musique à son domicile, en 1853, et ouvre en 1857 un magasin de musique, qui comprenait aussi une bibliothèque de location de musiques. 
En 1874, il s'associe avec ses deux fils, Jonas Wilhelm Hansen (1850-1919) et Alfred Wilhelm Hansen (1854-1923),. L'année suivante, la maison d'édition de C. E. Horneman (créée en 1861) est rachetée et fusionne avec la maison Hansen.
À l'origine, Hansen publie essentiellement de la musique éducative et de salon, avant d'éditer des œuvres de compositeurs danois de son temps, notamment Niels Gade et J. P. E. Hartmann.
En 1879, la société acquiert une position de leader dans le domaine de la musique danoise en rachetant les deux éditeurs et revendeurs de musique dominants, Lose (fondé en 1802) et Horneman & Erslev (fondé en 1846), ce qui confère à Hansen un quasi-monopole du commerce de la musique au Danemark,.
En 1887, une succursale est ouverte à Leipzig, qui sera active jusqu'à sa fermeture pendant la Seconde Guerre mondiale,. 
En 1908, Hansen et la société Brødrene Hals d'Oslo reprennent la maison de Carl Warmuth (fondée en 1843) et créent ensemble la Norsk Musikforlag à Oslo. En 1915, une maison suédoise, Nordiska Musikförlaget, est fondée à Stockholm.
À la mort d'Alfred Wilhelm Hansen, la société est dirigée par ses fils Asger Wilhelm Hansen (1889-1976) et Svend Wilhelm Hansen (1890-1960), puis par les filles de ce dernier, Hanne Wilhelm Hansen (née en 1927) et Lone Wilhelm Hansen (1929-94),.
En 1951, une nouvelle succursale allemande est créée à Francfort, Wilhelmiana Musikverlag, et en 1957, la firme prend une participation majoritaire chez J. & W. Chester (Londres),. En 1986, une filiale finlandaise s'ouvre à Helsinki.
En 1988, la famille Hansen vend l'ensemble de l'entreprise, à l'exception du Norsk Musikforlag d'Oslo, au groupe Music Sales, cédant également son commerce de détail et son agence de concerts. L'édition se poursuit à Copenhague sous le nom d'Edition Wilhelm Hansen avec Tine Birger Christensen, la fille de Lone Wilhelm Hansen, comme directrice générale.

## Publications
Depuis 1879, Wilhelm Hansen est le principal éditeur de musique scandinave, promouvant la musique de la plupart des compositeurs d'Europe du Nord.
Le Danemark est ainsi représenté par Peter Heise et Emil Hartmann, et plus tard par Carl Nielsen et la génération suivante, Riisager, Tarp et Holmboe ; la Norvège par Sinding, Backer-Grøndahl, Johan Svendsen et Halvorsen ; la Suède par Alfvén, Stenhammar, Sjögren, et plus tard Hilding Rosenberg et Sven-Erik Bäck ; la Finlande par Sibelius (les trois dernières symphonies et la musique de scène pour La Tempête), Kilpinen et Palmgren.
La société participe également à l'essor de la musique moderne et contemporaine, publiant notamment, à partir des années 1920, des partitions de Schoenberg (Quintette à vent op. 26), Stravinsky, Honegger, Auric, Poulenc, Malipiero ou Lutosławski,. Elle édite aussi des ouvrages didactiques, des éditions critiques, de Knud Jeppesen en particulier, et la revue Pro Musica (à partir de 1930),.